# Monopis florilega
Monopis florilega är en fjärilsart som beskrevs av Edward Meyrick 1911. Monopis florilega ingår i släktet Monopis och familjen äkta malar.
Artens utbredningsområde är Sri Lanka. Inga underarter finns listade i Catalogue of Life.